# ヒラガナ
ヒラガナは、日本の4人組パンク・バンド。
メロコアを軸足にしながらもエモ・ポップスの影響が感じられるサウンド（ポスト・メロコア）が特徴。
東京都内を中心に活動。

## メンバー
イワシタ ハナエ（ボーカル・ギター）
ミウラ シュンペイ（ギター・ボーカル）
ヤマグチ ユウイチ（ベース・コーラス）
アイハラ シンノスケ（ドラム・コーラス）

## 来歴
2016年「週末ゆるゆるバンド（＝週末にゆるくスタジオで遊ぼうよ）」として集まり結成。
2018年 本格的にライブ活動開始
2020年、コロナ禍によりライブ活動停止。曲作りとレコーディングに励む。
2023年9月、ライブ活動を再開。

## ディスコグラフィー

### シングル
| 発売日        | タイトル               | 収録曲                                      | 概要            |
| ------------- | ---------------------- | ------------------------------------------- | --------------- |
| 2023年9月30日 | A Song for the Reunion | 1. Sally 2. YOUTH 3. A Song for the Reunion | 2枚同時リリース |
| 2023年9月30日 | Lucy                   | 1. Continue 2. pluet 3. Lucy                | 2枚同時リリース |